# Liga dos Campeões da UEFA de 2019–20 – Fase Final
A Fase Final da Liga dos Campeões da UEFA de 2019–20 foi disputada entre 18 de fevereiro e 23 de agosto de 2020, com a final no Estádio da Luz em Lisboa, Portugal. Um total de 16 equipes participaram desta fase.
A final seria disputada no Estádio Olímpico Atatürk em Istambul na Turquia, porém devido à pandemia de COVID-19 na Europa, a final foi transferida para o Estádio da Luz, em Lisboa, Portugal.
As partidas disputadas até 28 de março de 2020 (oitavas de final) seguem o fuso horário UTC+1. Para partidas depois de 28 de março de 2020 (quartas de final, semfinial e final) o fuso horário seguido é o UTC+2.

## Equipes classificadas
| Grupo | Líderes de grupo    | Vice-líderes de grupo |
| ----- | ------------------- | --------------------- |
| A     | Paris Saint-Germain | Real Madrid           |
| B     | Bayern de Munique   | Tottenham             |
| C     | Manchester City     | Atalanta              |
| D     | Juventus            | Atlético de Madrid    |
| E     | Liverpool           | Napoli                |
| F     | Barcelona           | Borussia Dortmund     |
| G     | RB Leipzig          | Lyon                  |
| H     | Valencia            | Chelsea               |

## Calendário
O calendário é o seguinte (todos os sorteios são realizados na sede da UEFA em Nyon, na Suíça). 
Após a primeira leva de partidas de volta das oitavas de final, a competição foi adiada indefinidamente devido a pandemia de COVID-19 na Europa. A final, originalmente prevista para 30 de maio de 2020, foi adiada oficialmente em 23 de março de 2020.
| Fase       | Rodada           | Data do sorteio        | Partida de ida                                 | Partida de volta                               |
| ---------- | ---------------- | ---------------------- | ---------------------------------------------- | ---------------------------------------------- |
| Fase final | Oitavas de final | 16 de dezembro de 2019 | 18–19 e 25–26 de fevereiro de 2020             | 10–11 de março e 7–8 de agosto de 2020         |
| Fase final | Quartas de final | 10 de agosto de 2020   | 12 a 15 de agosto de 2020                      | 12 a 15 de agosto de 2020                      |
| Fase final | Semifinais       | 10 de agosto de 2020   | 18 e 19 de agosto de 2020                      | 18 e 19 de agosto de 2020                      |
| Fase final | Final            | 10 de agosto de 2020   | 23 de agosto de 2020 no Estádio da Luz, Lisboa | 23 de agosto de 2020 no Estádio da Luz, Lisboa |

## Oitavas de final
O sorteio das oitavas de final foi realizado em 16 de dezembro de 2019 na sede da UEFA em Nyon na Suíça.
As partidas de ida foram disputadas em 18, 19, 25 e 26 de fevereiro e as partidas de volta em 10, 11, 17 e 18 de março de 2020. O horário das partidas seguem o fuso (UTC+1)
Os jogos de ida foram disputados nos dias 18, 19, 25 e 26 de fevereiro, e parte dos jogos de volta foram disputados nos dias 9 e 10 de março. Devido a preocupações com a pandemia de COVID-19 na Europa, os jogos restantes foram adiados pela UEFA em 13 de março de 2020.
Em 17 de junho de 2020, a UEFA anunciou que as partidas de volta serão disputadas entre 7 e 8 de agosto de 2020, com o local a ser decidido entre o estádio da equipe da casa e um estádio neutro em Portugal (no Estádio do Dragão, em Porto, e no Estádio D. Afonso Henriques em Guimarães). Entretanto, em 9 de julho de 2020 a UEFA anunciou que o restantes das partidas das oitavas de final serão disputadas nos locais originalmente propostos.
| Equipe 1           | Total    | Equipe 2            | 1.º jogo | 2.º jogo  |
| ------------------ | -------- | ------------------- | -------- | --------- |
| Borussia Dortmund  | 2–3      | Paris Saint-Germain | 2–1      | 0–2       |
| Real Madrid        | 2–4      | Manchester City     | 1–2      | 1–2       |
| Atalanta           | 8–4      | Valencia            | 4–1      | 4–3       |
| Atlético de Madrid | 4–2      | Liverpool           | 1–0      | 3–2 (pro) |
| Chelsea            | 1–7      | Bayern de Munique   | 0–3      | 1–4       |
| Lyon               | 2–2 (gf) | Juventus            | 1–0      | 1–2       |
| Tottenham          | 0–4      | RB Leipzig          | 0–1      | 0–3       |
| Napoli             | 2–4      | Barcelona           | 1–1      | 1–3       |

### Partidas de ida
| 18 de fevereiro de 2020 | Borussia Dortmund | 2 – 1     | Paris Saint-Germain | Signal Iduna Park, Dortmund                      |
| 21:00                   | Håland 69', 77'   | Relatório | Neymar 75'          | Público: 66 099 Árbitro: ESP Antonio Mateu Lahoz |

| 18 de fevereiro de 2020 | Atlético de Madrid | 1 – 0     | Liverpool | Estádio Metropolitano de Madrid, Madrid       |
| 21:00                   | Saúl 4'            | Relatório |           | Público: 67 443 Árbitro: POL Szymon Marciniak |

| 19 de fevereiro de 2020 | Atalanta                                     | 4 – 1     | Valencia      | Estádio San Siro, Milão                     |
| 21:00                   | Hateboer 16', 62' · Iličić 42' · Freuler 57' | Relatório | Cheryshev 66' | Público: 44 236 Árbitro: ENG Michael Oliver |

| 19 de fevereiro de 2020 | Tottenham | 0 – 1     | RB Leipzig       | Tottenham Hotspur Stadium, Londres        |
| 21:00                   |           | Relatório | Werner 58' (pen) | Público: 60 095 Árbitro: TUR Cüneyt Çakır |

| 25 de fevereiro de 2020 | Chelsea | 0 – 3     | Bayern de Munique                 | Stamford Bridge, Londres                    |
| 21:00                   |         | Relatório | Gnabry 51', 54' · Lewandowski 76' | Público: 36 761 Árbitro: FRA Clément Turpin |

| 25 de fevereiro de 2020 | Napoli      | 1 – 1     | Barcelona     | Estádio San Paolo, Nápoles               |
| 21:00                   | Mertens 30' | Relatório | Griezmann 57' | Público: 44 388 Árbitro: GER Felix Brych |

| 26 de fevereiro de 2020 | Real Madrid | 1 – 2     | Manchester City                         | Estádio Santiago Bernabéu, Madrid           |
| 21:00                   | Isco 60'    | Relatório | Gabriel Jesus 78' · De Bruyne 83' (pen) | Público: 75 615 Árbitro: ITA Daniele Orsato |

| 26 de fevereiro de 2020 | Lyon        | 1 – 0     | Juventus | Parc Olympique Lyonnais, Lyon                  |
| 21:00                   | Tousart 31' | Relatório |          | Público: 57 335 Árbitro: ESP Jesús Gil Manzano |

### Partidas de volta
| 10 de março de 2020 | Valencia                      | 3 – 4     | Atalanta                             | Estádio de Mestalla, Valência          |
| 21:00               | Gameiro 21', 51' · Torres 67' | Relatório | Iličić 3' (pen), 43' (pen), 71', 82' | Público: 0 Árbitro: ROU Ovidiu Hațegan |

Atalanta venceu por 8–4 no placar agregado.
| 10 de março de 2020 | RB Leipzig                       | 3 – 0     | Tottenham | Red Bull Arena, Leipzig                              |
| 21:00               | Sabitzer 10', 21' · Forsberg 87' | Relatório |           | Público: 42 146 Árbitro: ESP Carlos del Cerro Grande |

RB Leipzig venceu por 4–0 no placar agregado.
| 11 de março de 2020 | Paris Saint-Germain       | 2 – 0     | Borussia Dortmund | Parc des Princes, Paris                |
| 21:00               | Neymar 28' · Bernat 45+1' | Relatório |                   | Público: 0 Árbitro: ENG Anthony Taylor |

Paris Saint-Germain venceu por 3–2 no placar agregado.
| 11 de março de 2020 | Liverpool                           | 2 – 3 (pro) | Atlético de Madrid                   | Anfield, Liverpool                          |
| 21:00               | Wijnaldum 43' · Roberto Firmino 94' | Relatório   | Llorente 97', 105+1' · Morata 120+1' | Público: 52 267 Árbitro: NED Danny Makkelie |

Atlético de Madrid venceu por 4–2 no placar agregado.
| 7 de agosto de 2020 | Juventus                         | 2 – 1     | Lyon            | Juventus Stadium, Turim              |
| 21:00               | Cristiano Ronaldo 43' (pen), 60' | Relatório | Depay 12' (pen) | Público: 0 Árbitro: GER Felix Zwayer |

2–2 no placar agregado. Lyon avança pela regra do gol fora de casa.
| 7 de agosto de 2020 | Manchester City                 | 2 – 1     | Real Madrid | City of Manchester Stadium, Manchester |
| 21:00               | Sterling 9' · Gabriel Jesus 68' | Relatório | Benzema 28' | Público: 0 Árbitro: GER Felix Brych    |

Manchester City venceu por 4–2 no placar agregado.
| 8 de agosto de 2020 | Bayern de Munique                                      | 4 – 1     | Chelsea     | Allianz Arena, Munique                 |
| 21:00               | Lewandowski 10' (pen), 84' · Perišić 24' · Tolisso 76' | Relatório | Abraham 44' | Público: 0 Árbitro: ROU Ovidiu Hațegan |

Bayern de Munique venceu por 7–1 no placar agregado.
| 8 de agosto de 2020 | Barcelona                                    | 3 – 1     | Napoli              | Camp Nou, Barcelona                  |
| 21:00               | Lenglet 10' · Messi 23' · Suárez 45+1' (pen) | Relatório | Insigne 45+5' (pen) | Público: 0 Árbitro: TUR Cüneyt Çakır |

Barcelona venceu por 4–2 no placar agregado.

## Quartas de final
O sorteio das quartas de final foi realizado em 10 de julho de 2020 na sede da UEFA em Nyon na Suíça. Também foi definido os confrontos das semifinais e o time "mandante" da final para fins administrativos. Seguindo os impactos da pandemia de COVID-19 na Europa as quartas de final, semifinais e final foram disputadas em somente uma partida, com os portões fechados, de 12 a 23 de agosto de 2020, no Estádio da Luz e no Estádio José Alvalade em Lisboa, Portugal.
| Equipe 1        | Resultado | Equipe 2            |
| --------------- | --------- | ------------------- |
| Manchester City | 1–3       | Lyon                |
| RB Leipzig      | 2–1       | Atlético de Madrid  |
| Barcelona       | 2–8       | Bayern de Munique   |
| Atalanta        | 1–2       | Paris Saint-Germain |

### Partidas
| 12 de agosto de 2020 | Atalanta    | 1 – 2     | Paris Saint-Germain                  | Estádio da Luz, Lisboa                 |
| 21:00                | Pašalić 27' | Relatório | Marquinhos 90' · Choupo-Moting 90+3' | Público: 0 Árbitro: ENG Anthony Taylor |

| 13 de agosto de 2020 | RB Leipzig           | 2 – 1     | Atlético de Madrid   | Estádio José Alvalade, Lisboa            |
| 21:00                | Olmo 51' · Adams 88' | Relatório | João Félix 71' (pen) | Público: 0 Árbitro: POL Szymon Marciniak |

| 14 de agosto de 2020 | Barcelona                    | 2 – 8     | Bayern de Munique                                                                             | Estádio da Luz, Lisboa                |
| 21:00                | Alaba 7' (g.c.) · Suárez 57' | Relatório | Müller 4', 31' · Perišić 22' · Gnabry 28' · Kimmich 63' · Lewandowski 82' · Coutinho 85', 89' | Público: 0 Árbitro: SVN Damir Skomina |

| 15 de agosto de 2020 | Manchester City | 1 – 3     | Lyon                          | Estádio José Alvalade, Lisboa          |
| 21:00                | De Bruyne 69'   | Relatório | Cornet 24' · Dembélé 79', 87' | Público: 0 Árbitro: NED Danny Makkelie |

## Semifinais
O sorteio das semifinais foi realizado em 10 de julho de 2020 (após o sorteio das quartas de final) na sede da UEFA em Nyon na Suíça.
| Equipe 1   | Resultado | Equipe 2            |
| ---------- | --------- | ------------------- |
| Lyon       | 0–3       | Bayern de Munique   |
| RB Leipzig | 0–3       | Paris Saint-Germain |

### Partidas
| 18 de agosto de 2020 | RB Leipzig | 0 – 3     | Paris Saint-Germain                        | Estádio da Luz, Lisboa                |
| 21:00                |            | Relatório | Marquinhos 13' · Di María 42' · Bernat 56' | Público: 0 Árbitro: NED Björn Kuipers |

| 19 de agosto de 2020 | Lyon | 0 – 3     | Bayern de Munique                 | Estádio José Alvalade, Lisboa               |
| 21:00                |      | Relatório | Gnabry 18', 33' · Lewandowski 88' | Público: 0 Árbitro: ESP Antonio Mateu Lahoz |

## Final
| 23 de agosto de 2020 | Paris Saint-Germain | 0 – 1     | Bayern de Munique | Estádio da Luz, Lisboa                 |
| 21:00                |                     | Relatório | Coman 59'         | Público: 0 Árbitro: ITA Daniele Orsato |